# Hank Azaria

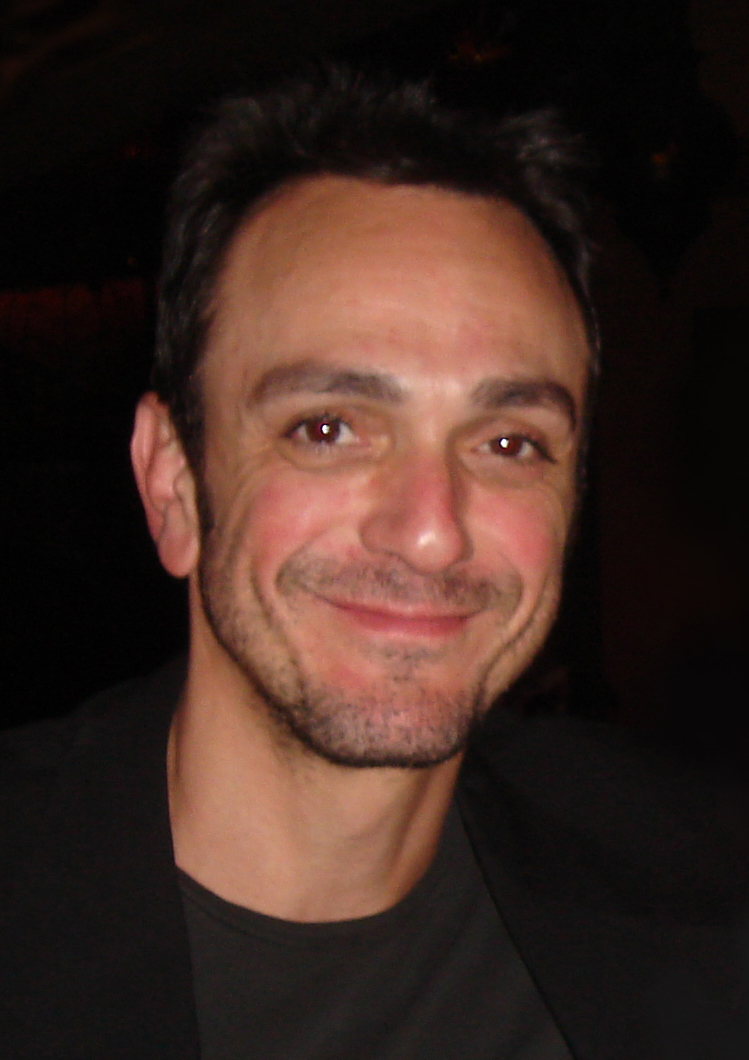
Hank Azaria (2005)

Henry Albert „Hank“ Azaria (* 25. April 1964 in Queens, New York City) ist ein US-amerikanischer Schauspieler und Synchronsprecher.

## Karriere
Hank Azaria wurde dem amerikanischen Publikum zunächst als Stimme diverser Figuren in der Zeichentrickserie Die Simpsons bekannt. Dort gibt er unter anderem folgenden Figuren die Stimme: Moe Szyslak, Chief Clancy Wiggum, Apu Nahasapeemapetilon und dem Comicbuch-Verkäufer.
Neben seiner Tätigkeit als Synchronsprecher ist er auch als regulärer Schauspieler in verschiedenen Serien und Filmen zu sehen. So spielte er in der Sitcom Verrückt nach dir, in der seine langjährige Freundin und spätere Ehefrau Helen Hunt die Hauptrolle innehatte, in 14 Folgen den Hundeführer Nat. In der Sitcom Friends spielte er in fünf Folgen in drei verschiedenen Staffeln David, einen Atomphysiker und Freund bzw. Ex-Freund von Phoebe Buffay. 2004 erhielt er die Titelrolle in der Fernsehserie Huff – Reif für die Couch, die Serie kam auf 25 Folgen in zwei Staffeln.
Azaria hat in mehreren aufwendigen Fernsehproduktionen mitgewirkt und wurde mehrfach mit dem amerikanischen Fernsehpreis Emmy geehrt. Im Kino hingegen war er zunächst nur in Nebenrollen zu sehen. Größere Rollen hatte Azaria in Mike Nichols The Birdcage – Ein Paradies für schrille Vögel, Roland Emmerichs Godzilla, oder in Shawn Levys Nachts im Museum 2. Im Jahr 2011 war er unter anderem in Die Schlümpfe als böser Zauberer Gargamel zu sehen. Im September und Oktober 2011 war er in der Hauptrolle des Alex neben Kathryn Hahn und Anthony Head in der NBC-Serie Free Agents, der US-Adaption der gleichnamigen britischen Fernsehserie, zu sehen. Die Serie wurde bereits nach der vierten Folge aufgrund der geringen Zuschauerzahlen eingestellt, auch eine Twitter-Kampagne Azarias brachte keine Quotensteigerung und konnte die Absetzung nicht verhindern.
Azaria entstammt einer griechisch-jüdischen Familie. Ende 2000 wurde seine Ehe mit Helen Hunt nach einem Jahr geschieden. Azaria kämpfte jahrelang mit Drogen- und Alkoholsucht, bis er seinen Freund Matthew Perry zu einem Treffen der Anonymen Alkoholiker begleitet und es damit nach eigener Aussage schaffte, seine Abhängigkeit zu überwinden.
2018 wurde er in die Academy of Motion Picture Arts and Sciences aufgenommen, die jährlich die Oscars vergibt.

## Filmografie (Auswahl)
- 1987: Morning Maggie (Fernsehfilm)
- 1988: Cool Blue
- seit 1989: Die Simpsons (The Simpsons, Fernsehserie, Stimme)
- 1990: Pretty Woman
- 1991–1994: Vier mal Herman (Herman’s Head, Fernsehserie, 72 Folgen)
- 1994: Quiz Show
- 1994–2003: Friends (Fernsehserie, fünf Folgen)
- 1995: Now and Then – Damals und heute (Now and Then)
- 1995: Geschichten aus der Gruft (Fernsehserie, Folge 6x12)
- 1995: Heat
- 1995–1999: Verrückt nach dir (Mad About You, Fernsehserie, 14 Folgen)
- 1996: The Birdcage – Ein Paradies für schrille Vögel (The Birdcage)
- 1997: Ein Mann – ein Mord (Grosse Pointe Blank)
- 1997: Anastasia
- 1998: Große Erwartungen (Great Expectations)
- 1998: Homegrown
- 1998: Godzilla
- 1998: Celebrity – Schön. Reich. Berühmt. (Celebrity)
- 1999: Dienstags bei Morrie (Tuesdays With Morrie)
- 1999: Mystery Men
- 1999: Das schwankende Schiff (Cradle Will Rock)
- 1999: Mystery – New York: Ein Spiel um die Ehre (Mystery, Alaska)
- 2000: Fail Safe – Befehl ohne Ausweg (Fail Safe)
- 2001: America’s Sweethearts
- 2001: Uprising – Der Aufstand (Uprising)
- 2003: Shattered Glass
- 2004: … und dann kam Polly (Along Came Polly)
- 2004: Eulogy – Letzte Worte (Eulogy)
- 2004: Voll auf die Nüsse (Dodgeball: A True Underdog Story)
- 2004–2006: Huff – Reif für die Couch (Huff, Fernsehserie, 25 Folgen)
- 2007: Die Simpsons – Der Film (The Simpsons Movie, Stimme)
- 2007: The Grand
- 2007: Run, Fatboy, Run
- 2009: Nachts im Museum 2 (Night at the Museum 2)
- 2009: Year One – Aller Anfang ist schwer (Year One)
- 2010: Love and other Drugs – Nebenwirkung inklusive (Love & Other Drugs)
- 2011: Hop – Osterhase oder Superstar? (Hop)
- 2011: Die Schlümpfe (The Smurfs)
- 2011: Free Agents (Fernsehserie)
- 2011: Happy Feet 2 (Happy Feet Two)
- 2011: Generator Rex (Fernsehserie, Folge 3x12 Riddle of the Sphinx, Stimme für Sphinx Guard)
- 2013: Lovelace
- 2013: Die Schlümpfe 2 (The Smurfs 2)
- 2014–2016: Ray Donovan (Fernsehserie, 14 Folgen)
- 2016: Bordertown (Fernsehserie, 13 Folgen, Stimme)
- 2016: Norman (Norman: The Moderate Rise and Tragic Fall of a New York Fixer)
- 2017: The Wizard of Lies – Das Lügengenie (The Wizard of Lies, Fernsehfilm)
- 2017–2018: Brockmire (Fernsehserie, 16 Folgen)
- 2018: Maniac (Fernsehserie, 4 Folgen)
- 2022: Beth und das Leben (Life & Beth, Fernsehserie, 1 Folge)
- 2023: Hello Tomorrow! (Fernsehserie)